# Bad Driburg
Bad Driburg is een stad en gemeente in de Duitse deelstaat Noordrijn-Westfalen, gelegen in de Kreis Höxter. De gemeente telt 18.902 inwoners (31 december 2020) op een oppervlakte van 115,08 km². Naburige steden zijn onder andere Beverungen, Borgentreich en Brakel.

## Indeling

Ortsteile

Bad Driburg bestaat uit de plaatsen: 
- Alhausen (732)
- Bad Hermannsborn (42)
- Driburg (12.102)
- Dringenberg (1.411)
- Erpentrup (177)
- Herste (860)
- Kühlsen (100)
- Langeland (201)
- Neuenheerse (1.621)
- Pömbsen (463)
- Reelsen (789)
- Siebenstern (353).

Het getal tussen haakjes is het aantal inwoners per 31 december 2016 (gemeentetotaal 18.851).

## Ligging, verkeer, vervoer
Bad Driburg ligt in zeer heuvelachtig en soms steil hellend terrein tegen de oostflank van het Eggegebergte aan. De hoogteverschillen in de gemeente zijn soms boven de 200 meter. Deze ligging maakt dat door stijgingsregens en meer dan elders voorkomende mist in het najaar en de winter het klimaat vochtiger en koeler is dan in de directe omgeving.
De plaats is via de Bundesstraße 64 verbonden met de stad Paderborn, dat 22 km westwaarts ligt. Noordwaarts voert een andere hoofdweg naar Horn-Bad Meinberg (19 km) en 9 km verder naar Detmold.
Van Bad Driburg gaat een spoorlijn naar Brakel, Höxter en Kreiensen. Via overstapstation Altenbeken is het per trein met onder andere Paderborn en Detmold verbonden.
In de gemeente ontspringen twee waterlopen:
- de Aa, een beek die te Brakel (12 km ten oosten van Bad Driburg) in het riviertje de Nethe uitmondt; dat stroomt oostwaarts en mondt 5 km ten zuiden van Höxter in de Wezer;
- de Emmer, een riviertje dat noordoostwaarts stroomt langs onder andere Bad Pyrmont en 10 km ten zuiden van Hamelen in de Wezer uitmondt.

## Economie
De activiteiten van het kuurbedrijf en de daarmee samenhangende instellingen voor gezondheidszorg, alsmede het toerisme, vormen de belangrijkste pijler van de lokale economie.
In de gemeente staat nog één glasfabriek, die onder andere drinkglazen van de merken Leonardo en Montana maakt. Verder is er -naast het nodige andere midden- en kleinbedrijf- een aantal tamelijk grote bedrijven op het gebied van de bouwnijverheid en de productie van machine-onderdelen in Bad Driburg gevestigd.

## Geschiedenis

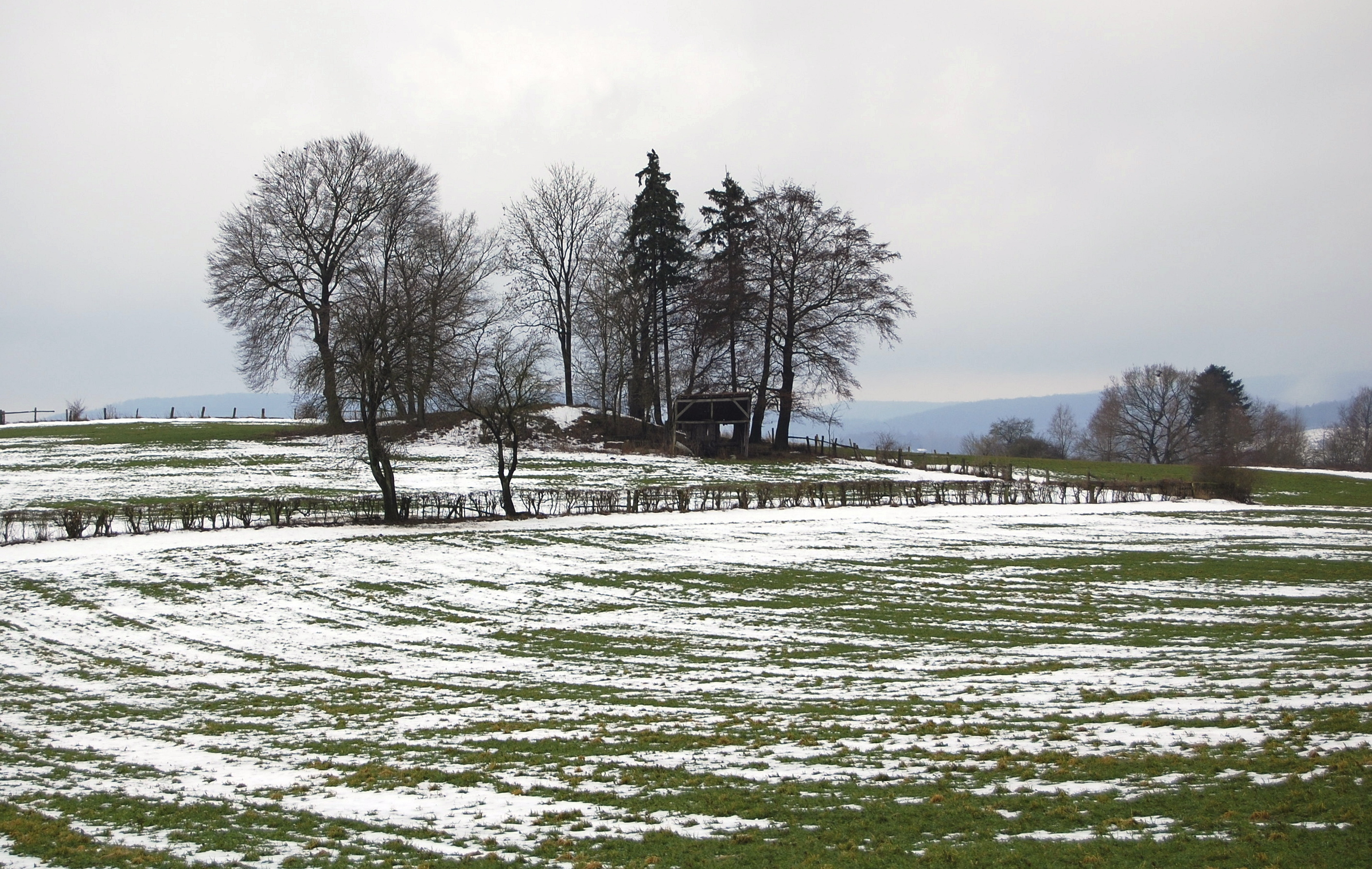
Restant van middeleeuws mottekasteel Kerlsberg
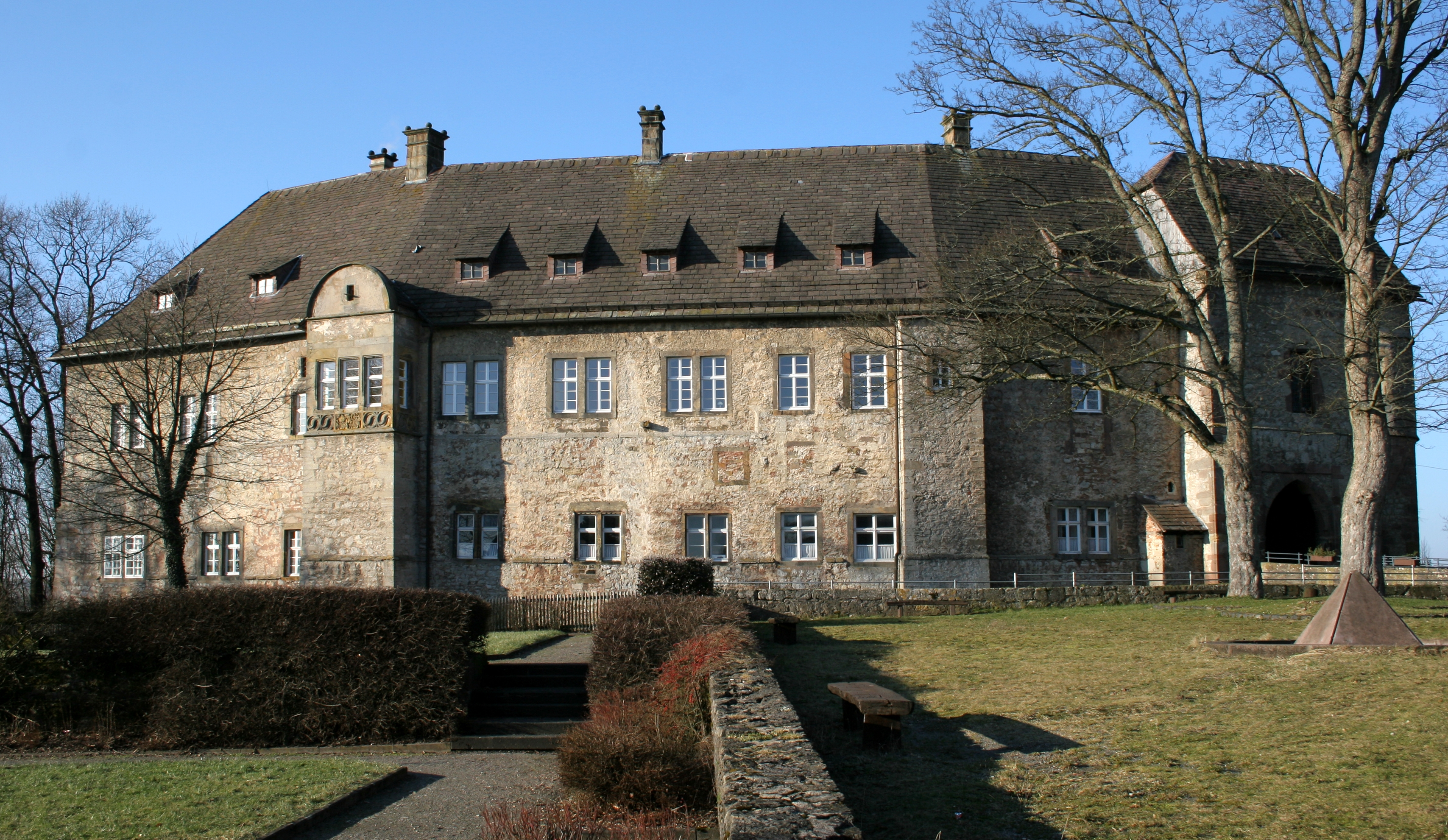
Kasteel Dringenberg (1318)
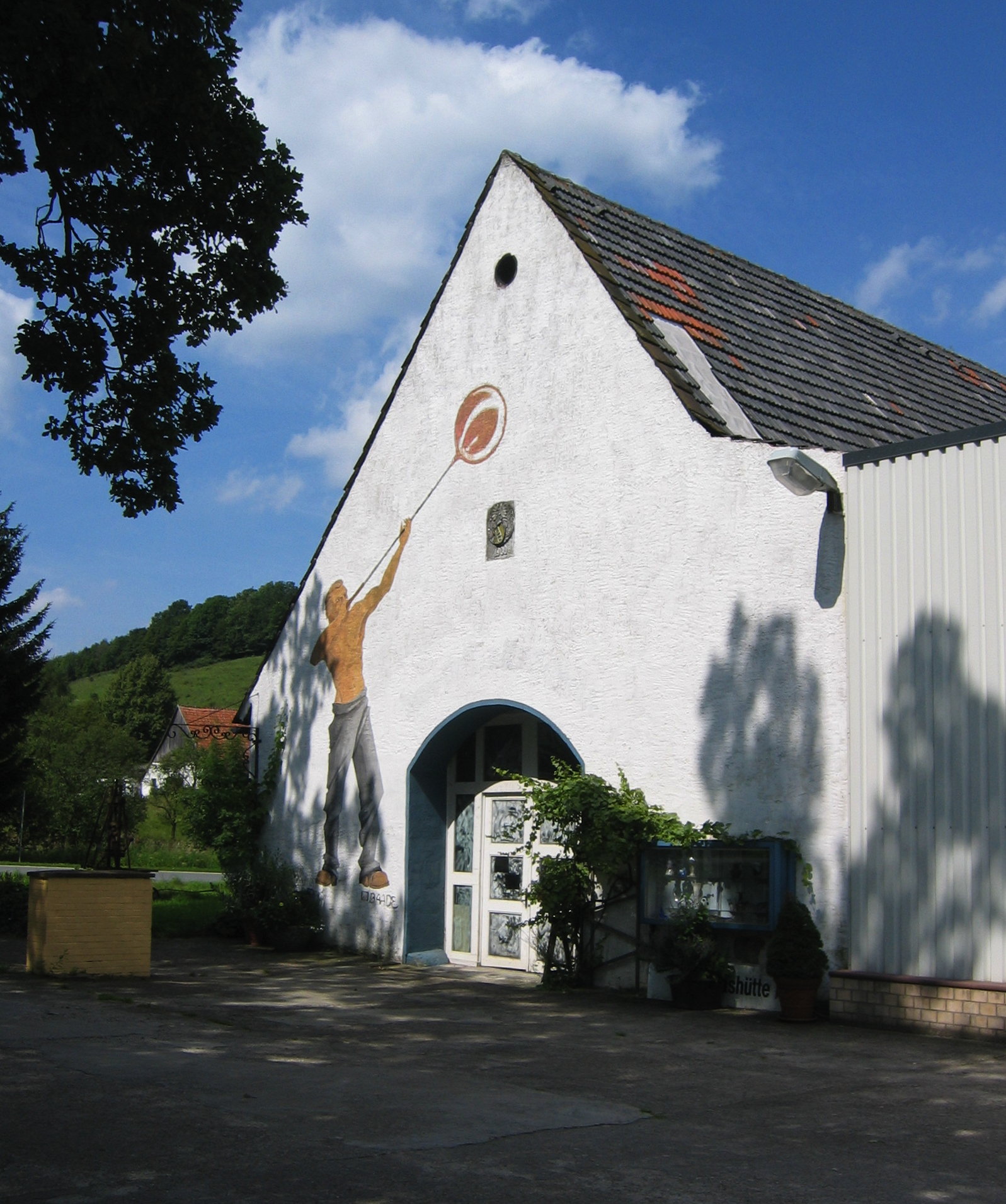
Erpentrup, glasmakerswerkplaats
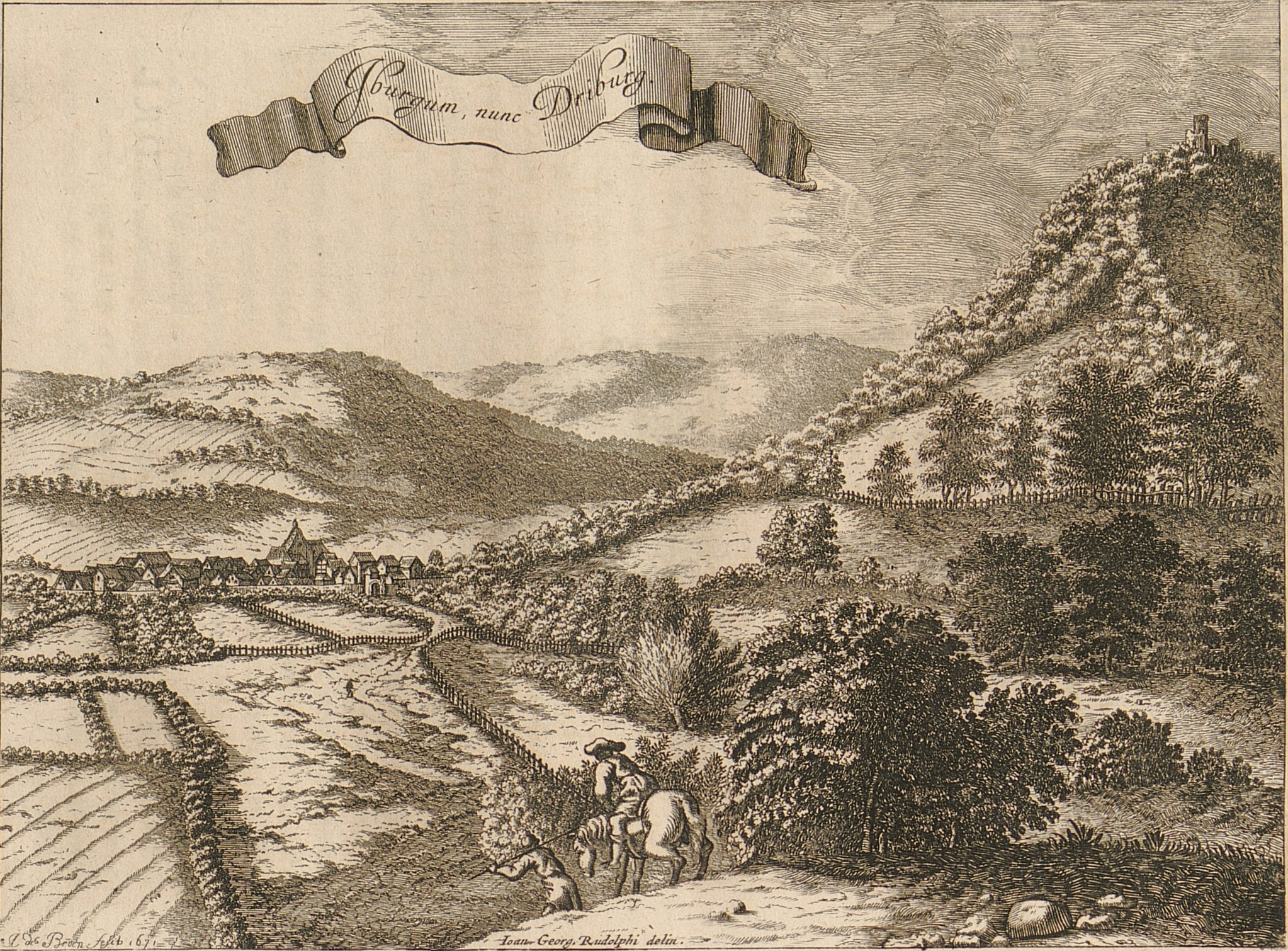
Driburg en Iburg in Monumenta Paderbornensia ca. 1671

De bodem in de gemeente bestaat uit, voor karstverschijnselen gevoelig, kalksteen uit het Trias-tijdperk, dat het grondwater goed geleidt. Koolzuurhoudend mineraalwater kan daardoor gemakkelijk opwellen, zodat minerale bronnen ontstaan. De plaats ligt aan de oude handelsroute van Dortmund oostwaarts, de Westfaalse hellweg. Een ander gedeelte van de gemeente Bad Driburg raakte in de ijstijden van het pleistoceen bedekt met löss, waardoor na de komst van de eerste  sedentaire mensen vruchtbare landbouwgrond beschikbaar raakte. Dit schiep de voorwaarden voor het ontstaan van een bloeiend kuuroord.
Op 380 meter hoogte, op een heuveltop ten westen van Bad Driburg, bestond in de vroege middeleeuwen al een versterking, Iburg geheten. In 753 kwam bij een slag om deze vesting tegen de Saksen  de aartsbisschop van Keulen, Hildegar, om het leven.
Dat de Franken in 772 op deze plaats  het Saksische heiligdom de Irminsul zouden hebben vernietigd, moet naar het rijk der legenden worden verwezen. In 799 schonk Karel de Grote de Iburg aan de bisschop van Paderborn, die er de voorloper van de huidige  St. Petrus-en-Pauluskerk liet bouwen. De plaats en het kasteel verwisselden nadien vele malen van heer. In 1444 werd de burcht bij de zogenaamde Soester Fehde verwoest.
Intussen was de plaats ten oosten van de burcht Driburg gaan heten. In 1345 bevestigde bisschop Boudewijn van Paderborn officieel de met zekerheid al voor 1290 verleende stadsrechten. Driburg was een ovaalvormig, ommuurd stadje rondom een parochiekerk, die de eeuwen niet overleefde (er staat op deze plaats nu een rond 1895 gebouwde, neogotische kerk).
Bijna even belangrijk was in de middeleeuwen Heerse, waar nu stadsdeel Neuenheerse, ca. 10 km ten zuiden van Driburg, ligt. 
In 868 richtte bisschop Luithard op verzoek van zijn zuster Walburga bij de bron van de Nethe een vrouwensticht op. Walburga zelf werd de eerste abdis. Het kreeg de naam Ecclesia Herisiensis,verkort Herisia, later verbasterd tot Heerse. De grote stichtskerk werd in de Dertigjarige Oorlog zwaar beschadigd, maar later herbouwd; de kerk is nog steeds zeer bezienswaardig. Het sticht werd in 1803 opgeheven. In de 16e eeuw initieerde de toenmalige abdis de productie van en handel in glas. Er waren al houtskoolbranders en potasbranders, die uit as van verbrand hout kaliumcarbonaat (potas) wonnen, een grondstof voor glas. Dit glas werd met succes tot in Oost-Pruisen en Hamburg verkocht. In 1859 werd de nijverheid vooral een groothandel, door het vanaf dat jaar doorverkopen van Boheems glas voor straatlantaarns op gas, die van glazen lampen waren voorzien.
Dringenberg, 7 km ten zuiden van Bad Driburg, en aan de westkant door een berg van Heerse gescheiden,   werd in de middeleeuwen door de Paderborner bisschop Bernhard V zur Lippe gesticht en kreeg in 1323 stadsrechten. De (prins-)bisschoppen van Paderborn hadden ten westen van deze plaats een, in 1488 vergroot en verfraaid, kasteel. Veel prinsbisschoppen gebruikten dit kasteel als zomerresidentie. Ook dit kasteel werd in de Dertigjarige Oorlog grotendeels verwoest. Een deel werd herbouwd als residentie voor lokale bestuursambtenaren en diende tot 1975 als stadhuis, tot Dringenberg stadsdeel van Bad Iburg werd.
Ook het hooggelegen (315 m boven zeeniveau) dorp Pömbsen ten noorden van Driburg was in de middeleeuwen belangrijker dan tegenwoordig, het had een parochiekerk, van waaruit de gehele omgeving kerkelijk bediend werd.
De effecten van de Reformatie in de 16e eeuw bleven beperkt; de meerderheid van de christenen in de hele gemeente Bad Driburg is tot op de huidige dag rooms-katholiek.
In 1782 werd door de hoge Pruisische ambtenaar, graaf Kaspar Heinrich von Sierstorpff (1750–1842) het kuurbedrijf te Driburg gesticht. Hij was ook opperboswachter, en constateerde, dat er iets aan de te rigoureuze ontbossing in het gebied moest worden gedaan. Hij liet lariksen en andere naaldbomen aanplanten en het in de bossen weiden van geiten verbieden. In de voor het kuurbedrijf  bestemde wijk liet hij een park aanleggen, een fraaie lindenlaan aanplanten, en onder andere een kuurgebouw en een casino bouwen. Beroemde gasten uit die begintijd waren onder andere de dichter Friedrich Hölderlin en zijn geliefde Susette Gontard („Diotima“) (zomer 1796). Graaf Von Sierstorpff kocht later van de Pruisische regering ook de meeste omliggende bossen op. In 1864 kreeg Driburg een spoorwegstation. Nog steeds is het kuurgebied van Bad Driburg, zoals de stad zich in 1919 mocht gaan noemen, eigendom van de nazaten van de stichter.
Na de Eerste Wereldoorlog werd het kuurbedrijf nog uitgebreid met onder andere klinieken, en een ziekenfonds liet in 1925 ook bij het naburige Pömbsen een kuurkliniek, Bad Hermannsborn, bouwen.
Na de Tweede Wereldoorlog, waar Bad Driburg als lazarettenstad voor verwoestingen gespaard was gebleven, kwamen er ook veel school-internaten in de gemeente. Helaas werden ook veel monumentale, oude huizen gesloopt om plaats te maken voor winkels e.d. De stad werd een geliefde toeristen- en woonforensenplaats.
Rond 1990 trad een crisis op. De Duitse ziekenfondsen vergoedden verblijven in kuuroorden vanaf 1990 niet langer; de glasfabricage was door de buitenlandse concurrentie niet meer lonend en werd, op één bedrijf na, dat geautomatiseerde productie kon gaan invoeren, gestaakt. Men ging zich onder andere op revalidatie richten, en de talrijke parken en tuinen werden opgeknapt.

## Bezienswaardigheden

### Kuurcentra
- Bad Driburg is een kuuroord. Het Grafelijke Park, grotendeels in Engelse landschapsstijl, in de stad is fraai aangelegd; het is alleen tegen betaling toegankelijk; in het park staat een luxehotel met ayurveda-centrum (voormalig kuurhotel)
- Het kuurpark van Bad Hermannsborn (in 1925 aangelegd) is vrij toegankelijk

### Elders
- Kasteel Dringenberg: enige vertrekken in het kasteel zijn als streekmuseum ingericht. Verder is het deels bewoond, deels in gebruik door het plaatselijke verenigingsleven.
- Ruïne van de burcht Iburg, mooi op een heuveltop gelegen.
- De St. Saturnina-stichtskerk te Neuenheerse
- Het Buddenberg-arboretum (1966) 1 km ten oosten van het centrum van Bad Driburg
- Het centrum van Dringenberg heeft, in tegenstelling tot Driburg zelf, nog een aantal schilderachtige, oude vakwerkhuizen
- De heuvelachtige en deels beboste omgeving leent zich, zeker voor mensen met een goede conditie, voor mooie, lange wandelingen; er zijn talrijke  uitzichtpunten
- Het glasmuseum in de voormalige pastorie van de St. Petrus-en-Pauluskerk, in het centrum

## Bekende personen in relatie tot de gemeente

### Geboren
- Friedrich Wilhelm Weber (* te Alhausen 1813 - † in het noordelijke buurstadje  Nieheim 1894), Duits politicus en dichter; studievriend van Hoffmann von Fallersleben; rond 1848 politiek actief; vertaalde werk van Alfred Tennyson uit het Engels; werd beroemd door in 1878 een epos te schrijven met de titel Dreizehnlinden, over de strijd tussen Franken en Saksen in de 9e eeuw, dat tot en met de periode van het Derde Rijk in heel Duitsland zeer populaire lectuur was; doordat het in de omgeving van Höxter (stad) en de Abdij van Corvey gesitueerde gedicht naar huidige begrippen in gezwollen taal is geschreven, en vooral omdat het in de nazi-tijd verplichte schoollectuur was, wordt Dreizehnlinden, ondanks dat het geen racistische tendens heeft, nauwelijks nog gelezen. Webers geboortehuis is nu een museum.
- Ferdi Rohde (*Dringenburg, 7 november 1957)  voormalig voetballer

### Overige
- Lilli Schwarzkopf  (*1983), Duits zevenkamp-atlete,woonachtig in de gemeente
- Claus von Amsberg leerde eind 1962 tijdens een feestje bij vrienden te Bad Driburg Prinses Beatrix der Nederlanden kennen.

## Afbeeldingen

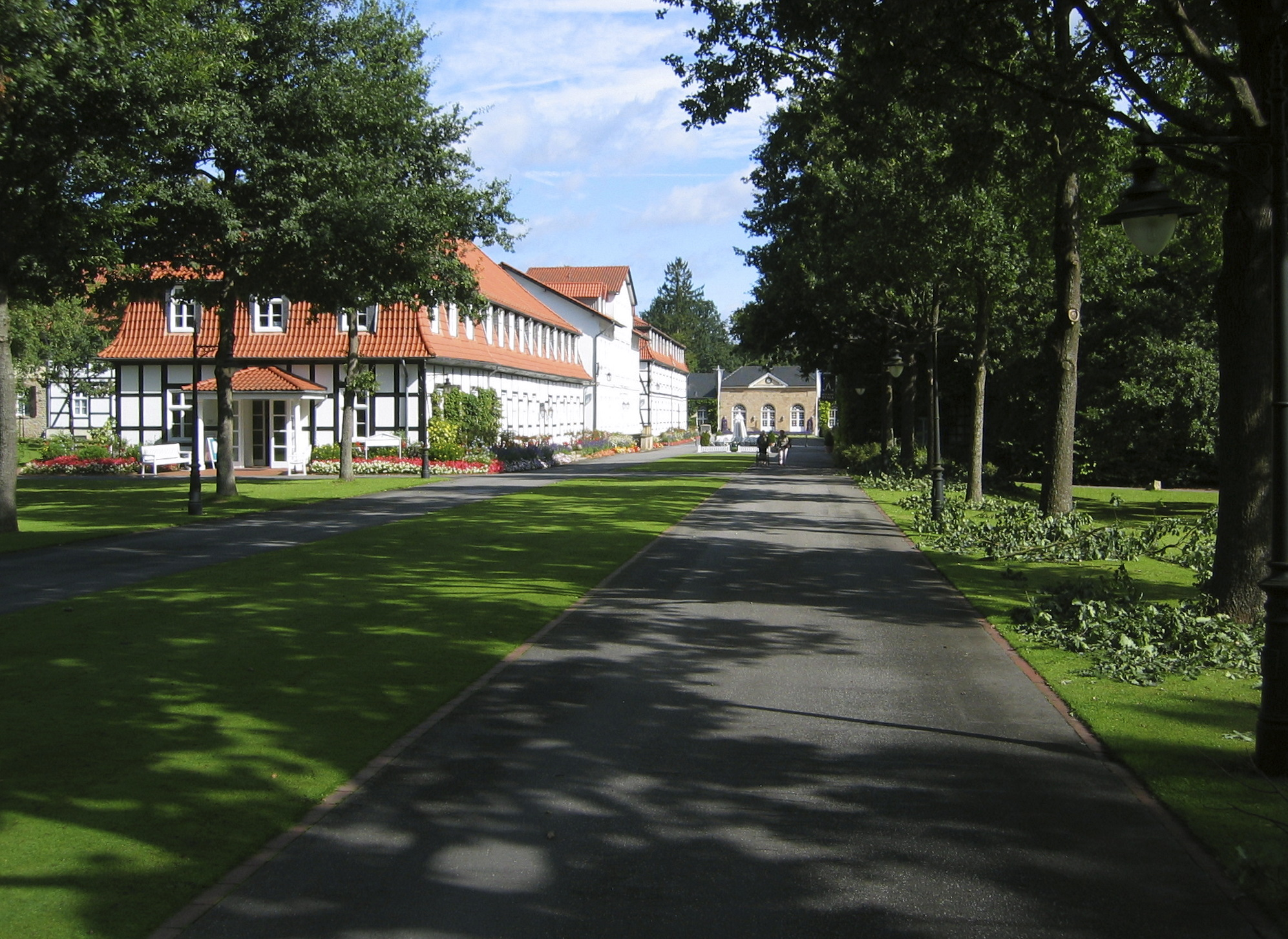
Ingang Grafelijk Park
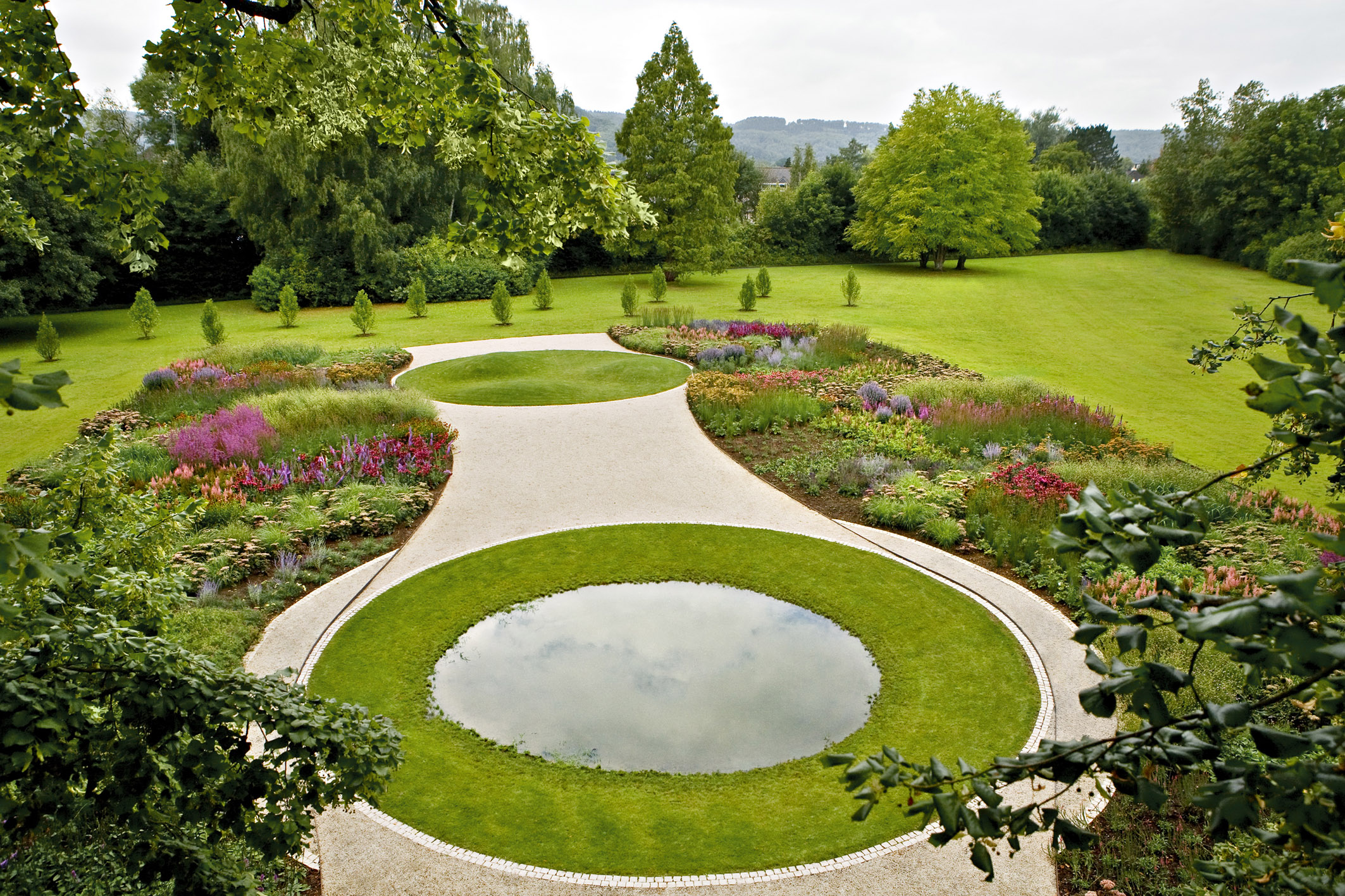
Tuin in het Grafelijk Park, in 2009 aangelegd door Piet Oudolf
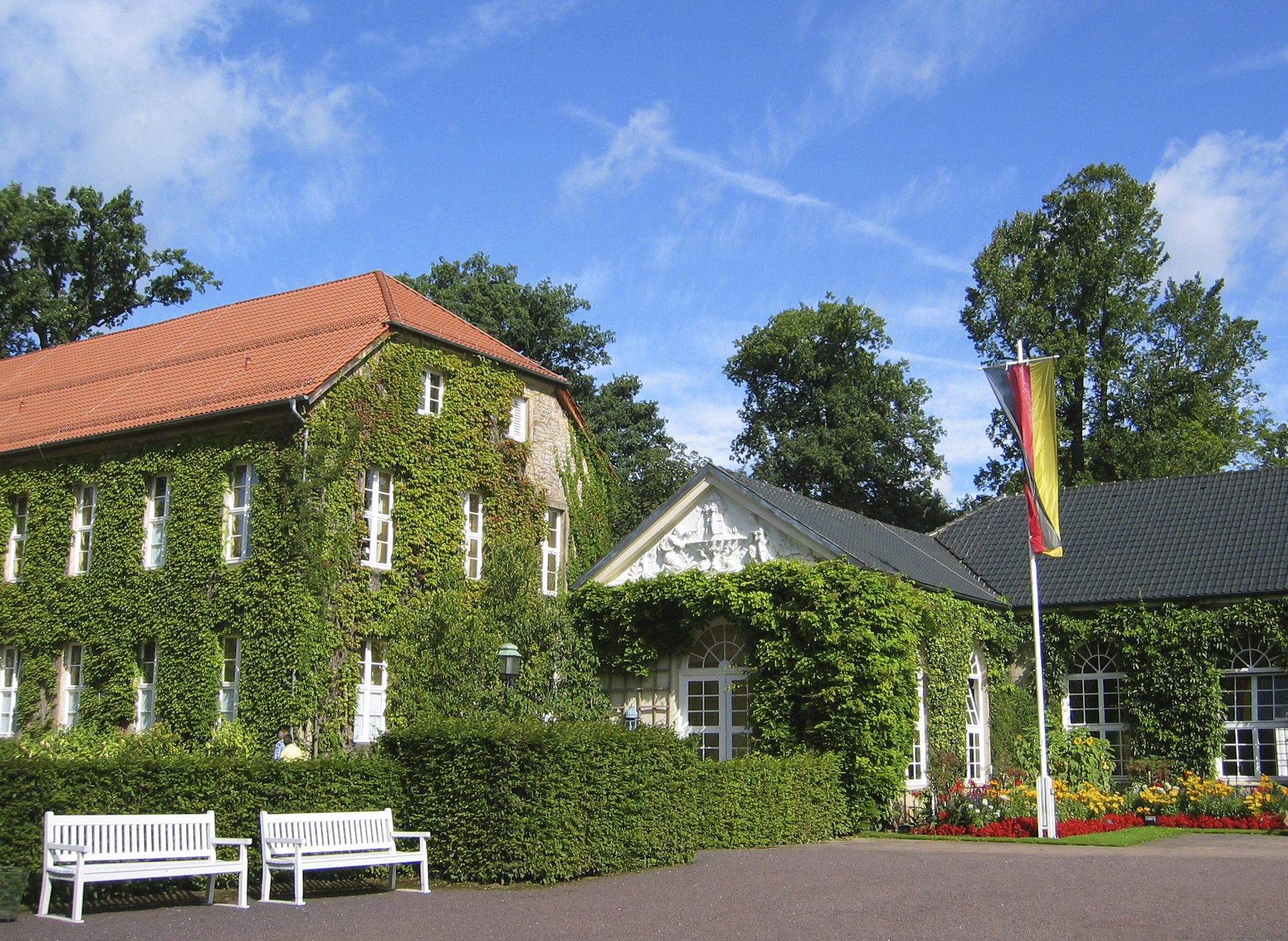
De zgn. Brunnenarkaden in het Grafelijk Park
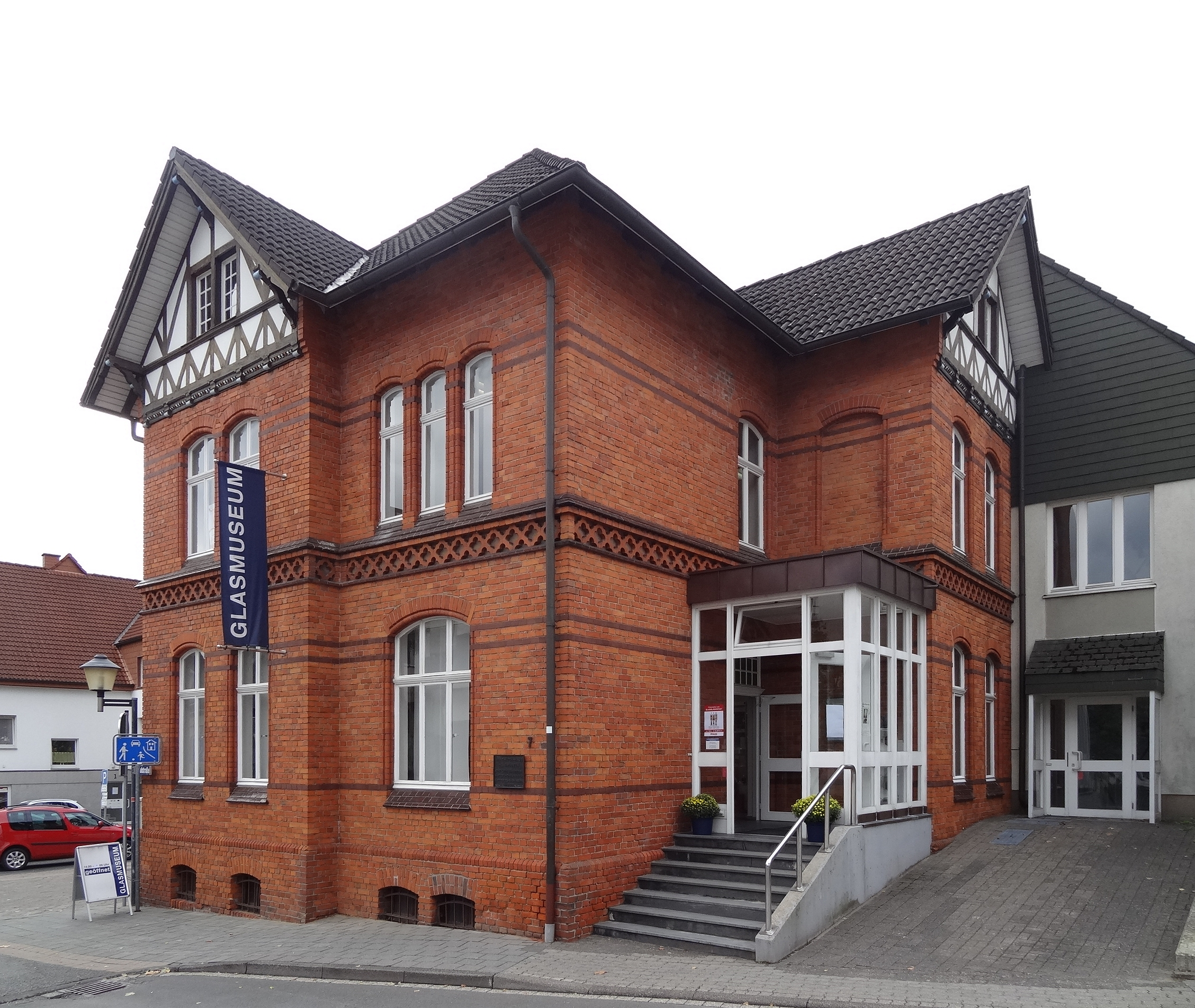
Heinz-Koch-Haus (glasmuseum)
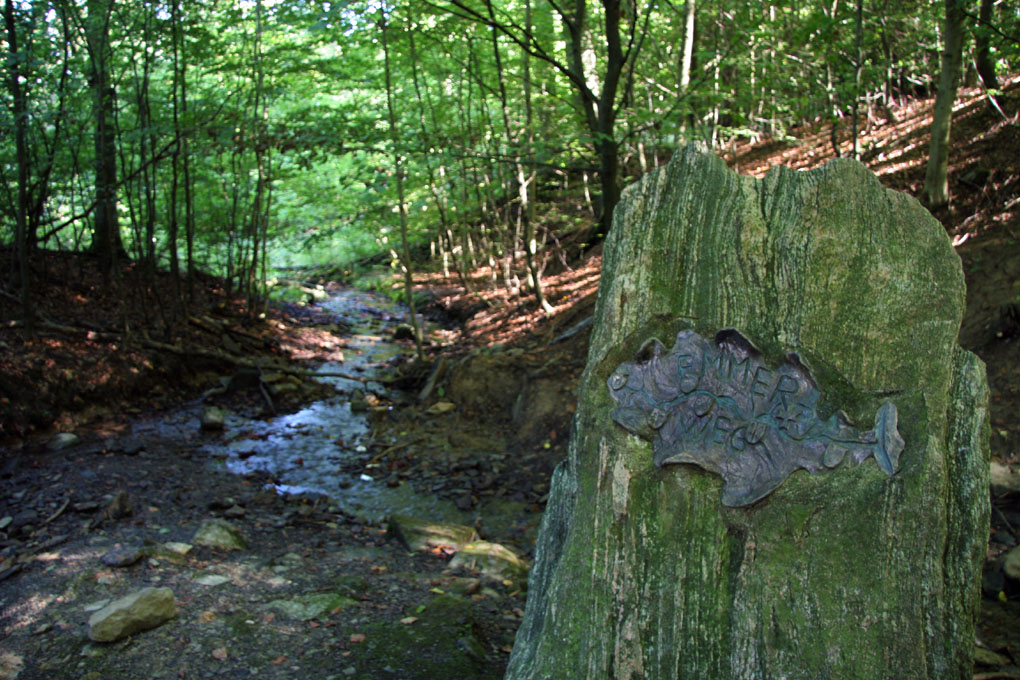
Bron van de Emmer
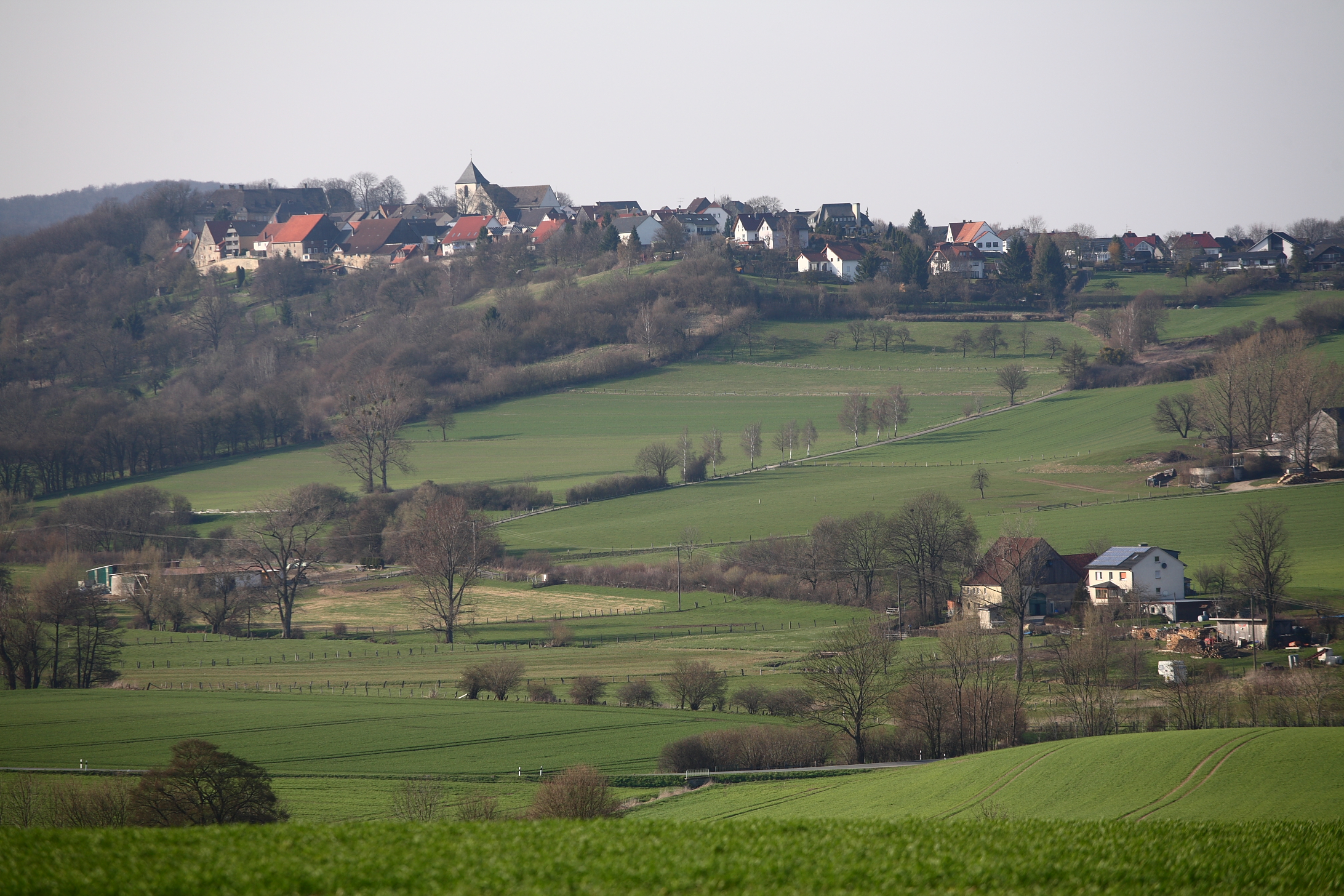
Gezicht op Dringenberg
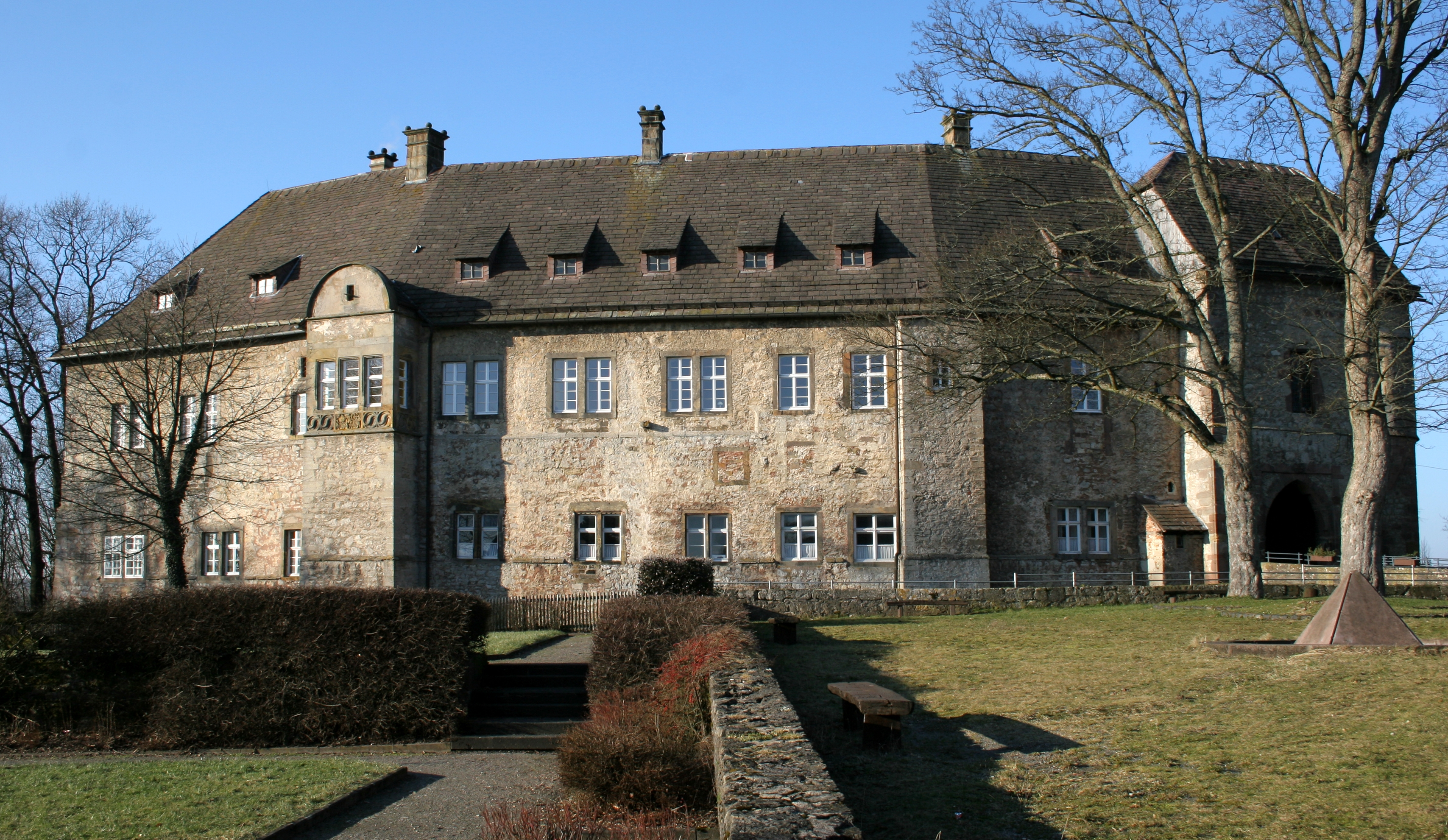
Kasteel Dringenberg
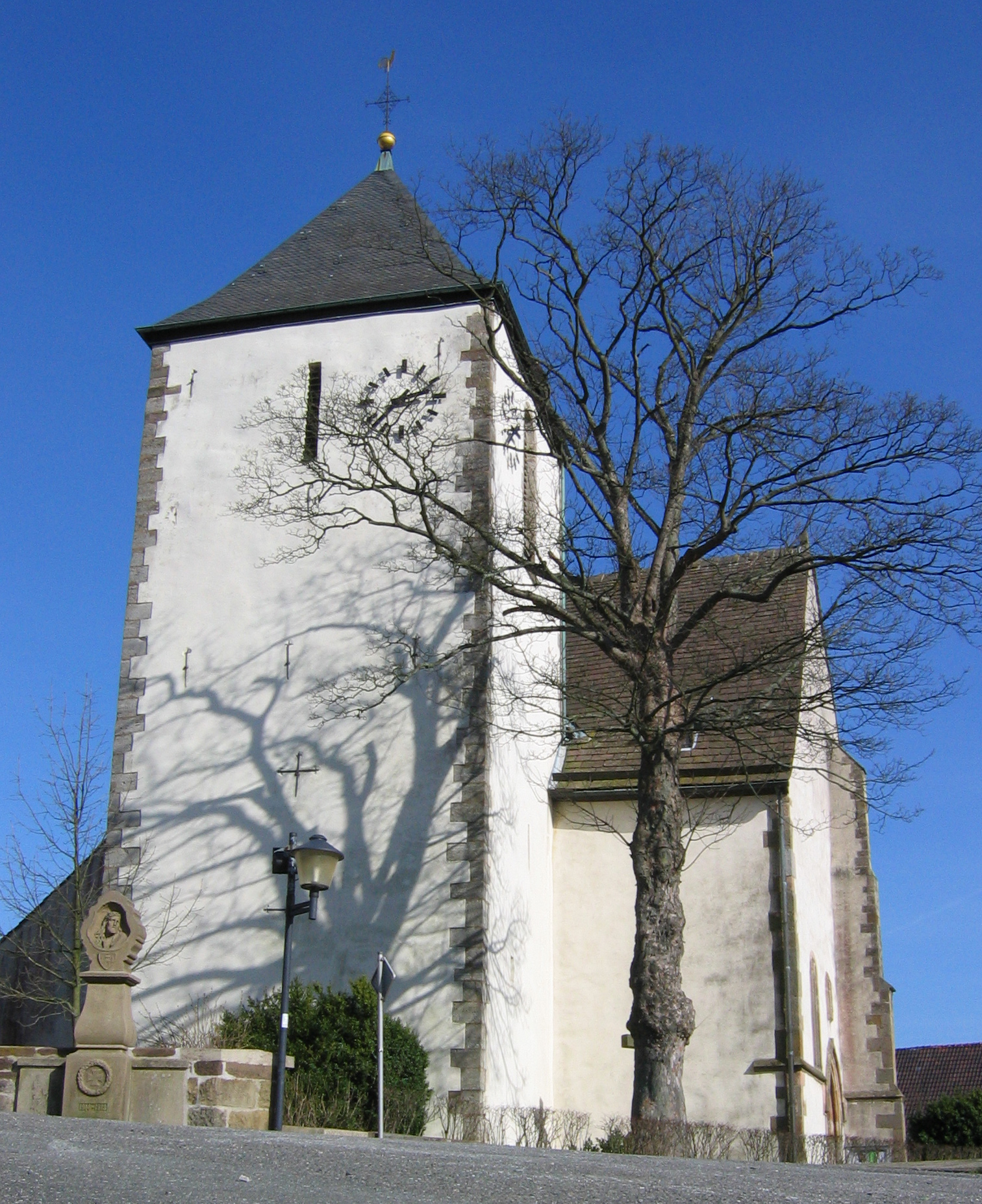
Kerk te Dringenberg Maria Geboorte
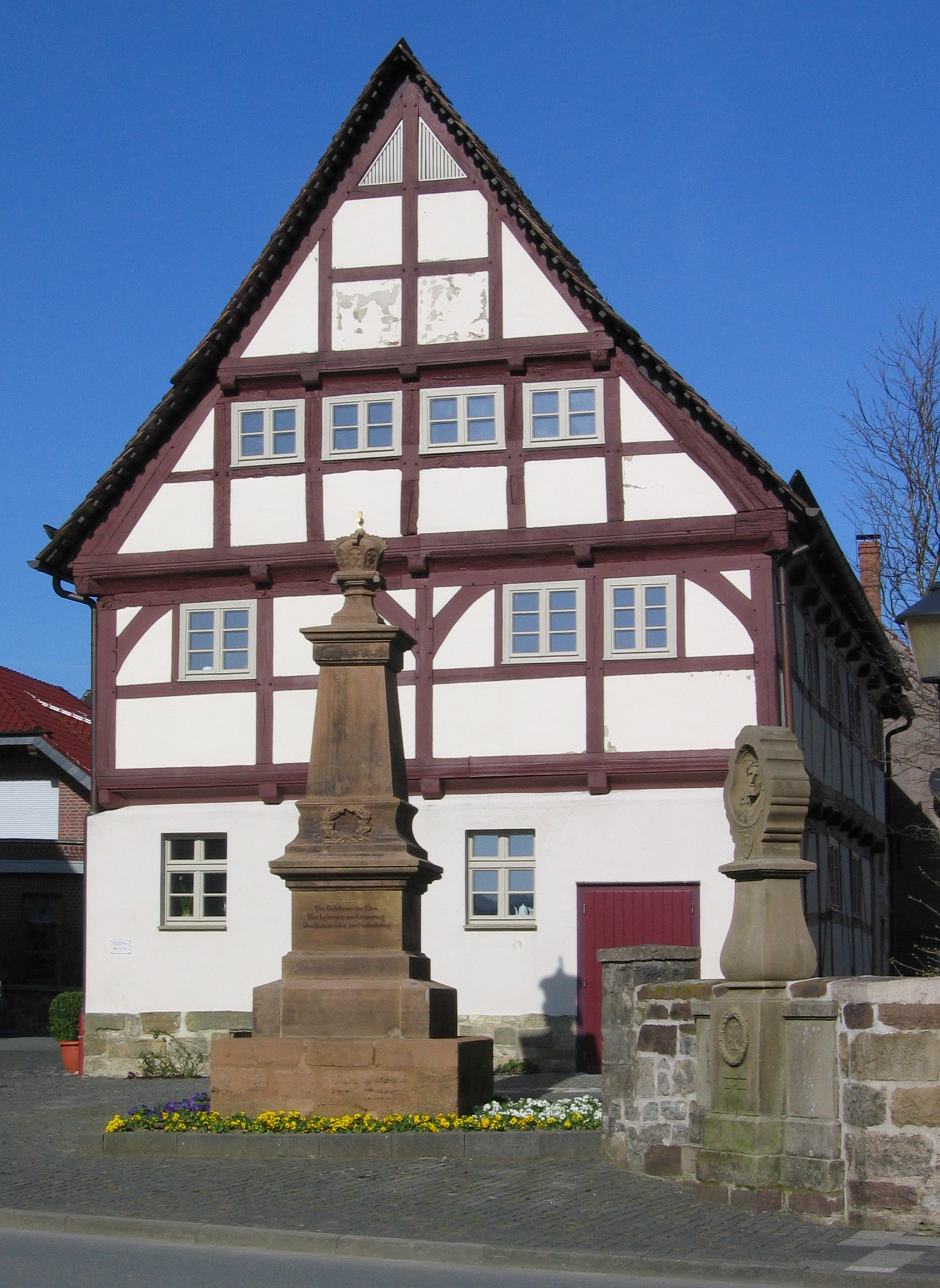
Oude raadhuis van Dringenberg
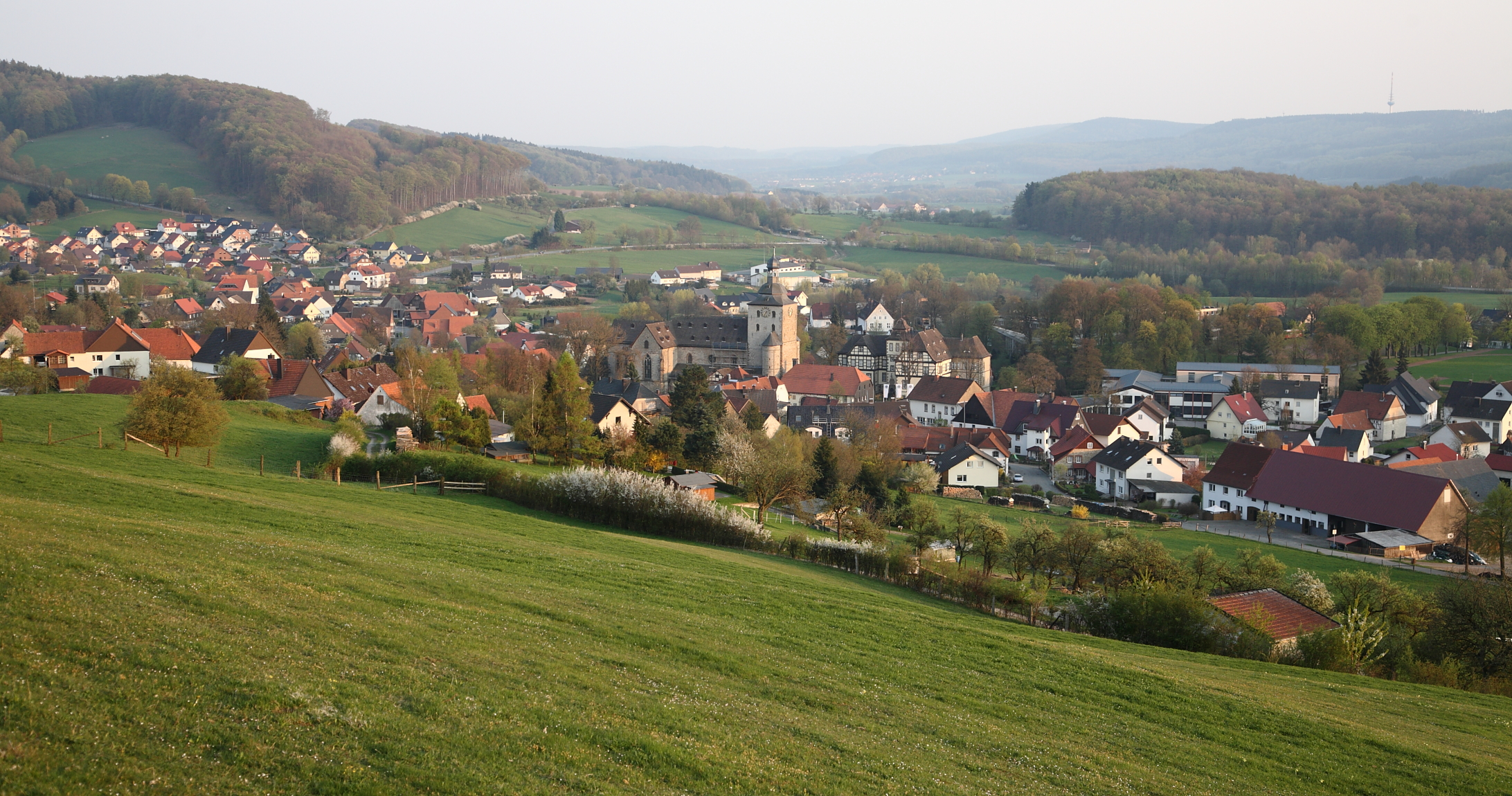
Gezicht op Neuenheerse
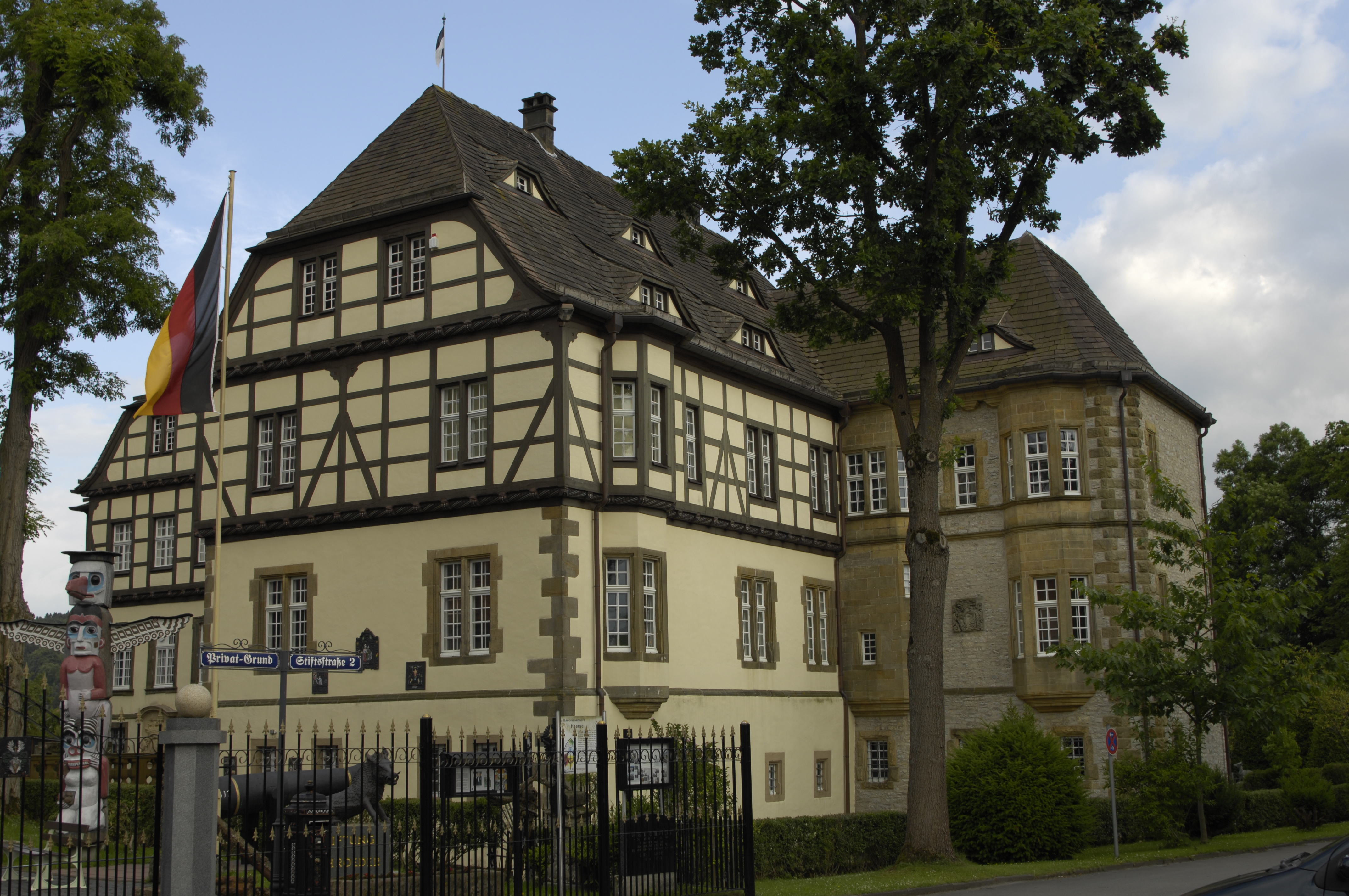
Kasteel Heerse te Neuenheerse
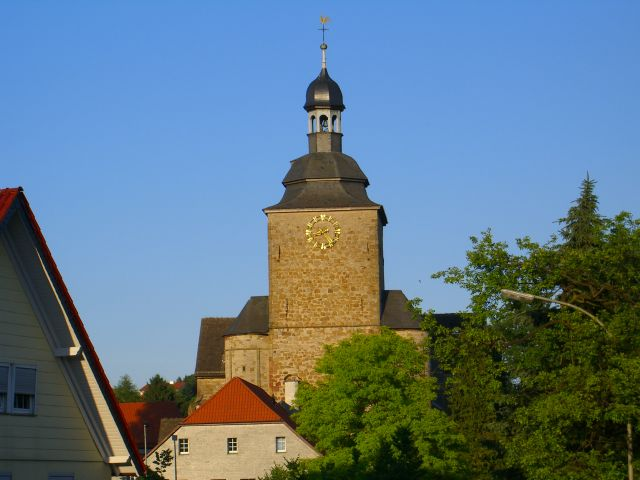
Toren van de St. Saturnina-stichtskerk Neuenheerse
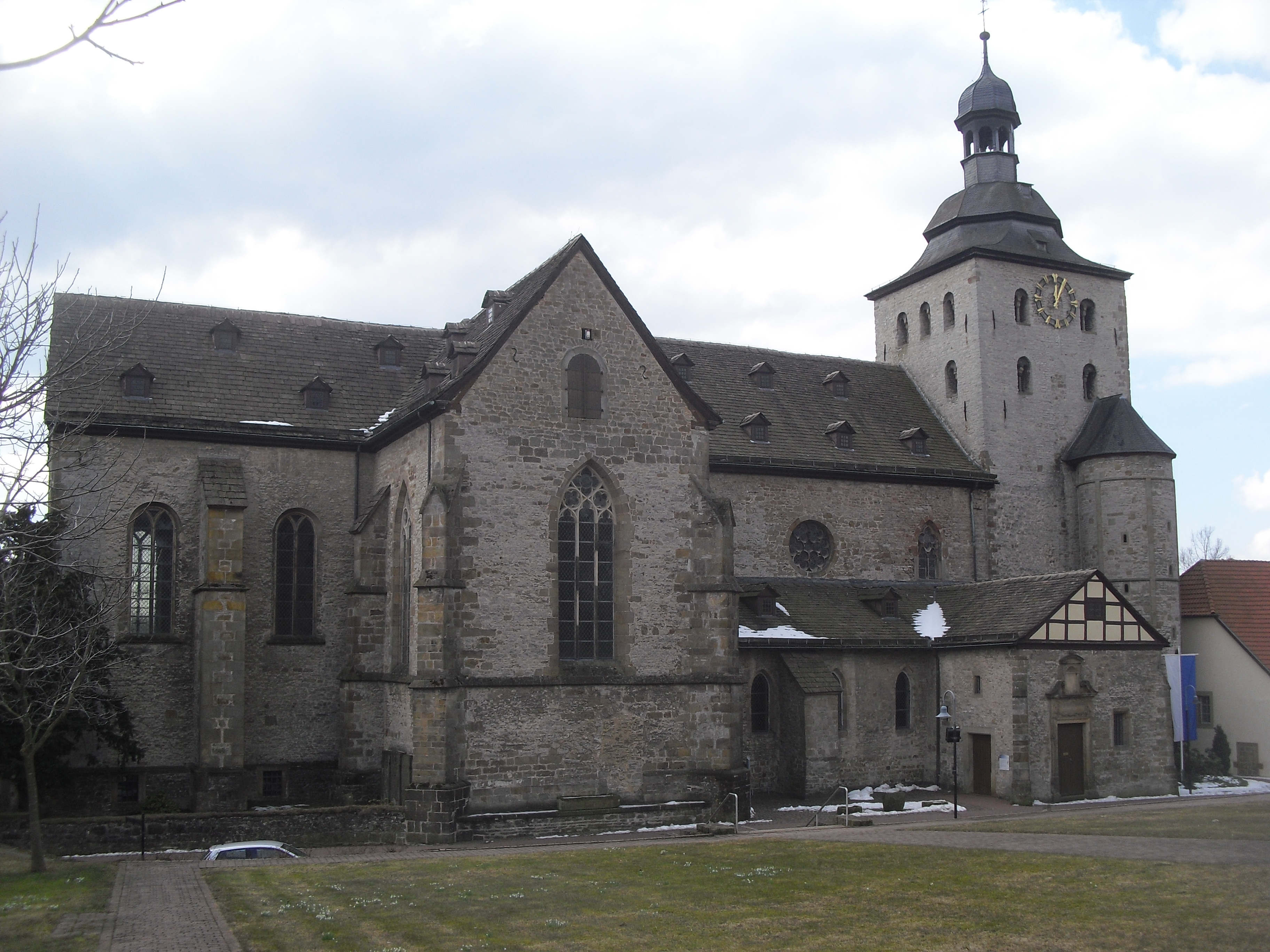
Noordzijde van de St. Saturnina-stichtskerk Neuenheerse
Zijbeuk van de St. Saturnina-stichtskerk Neuenheerse
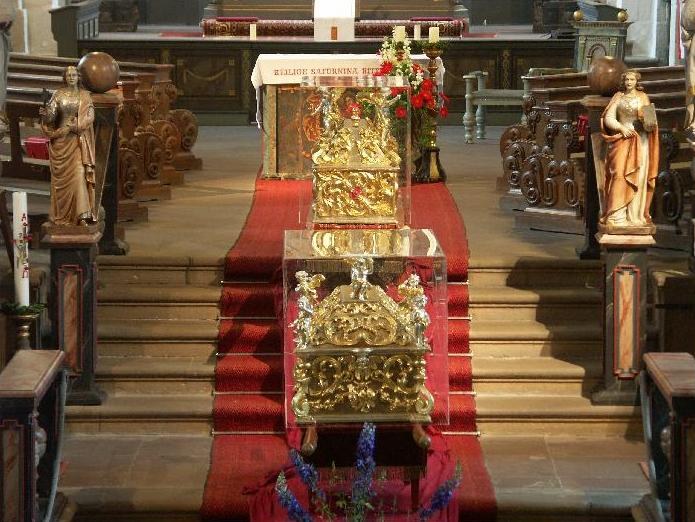
Schrijn van St.-Saturnina
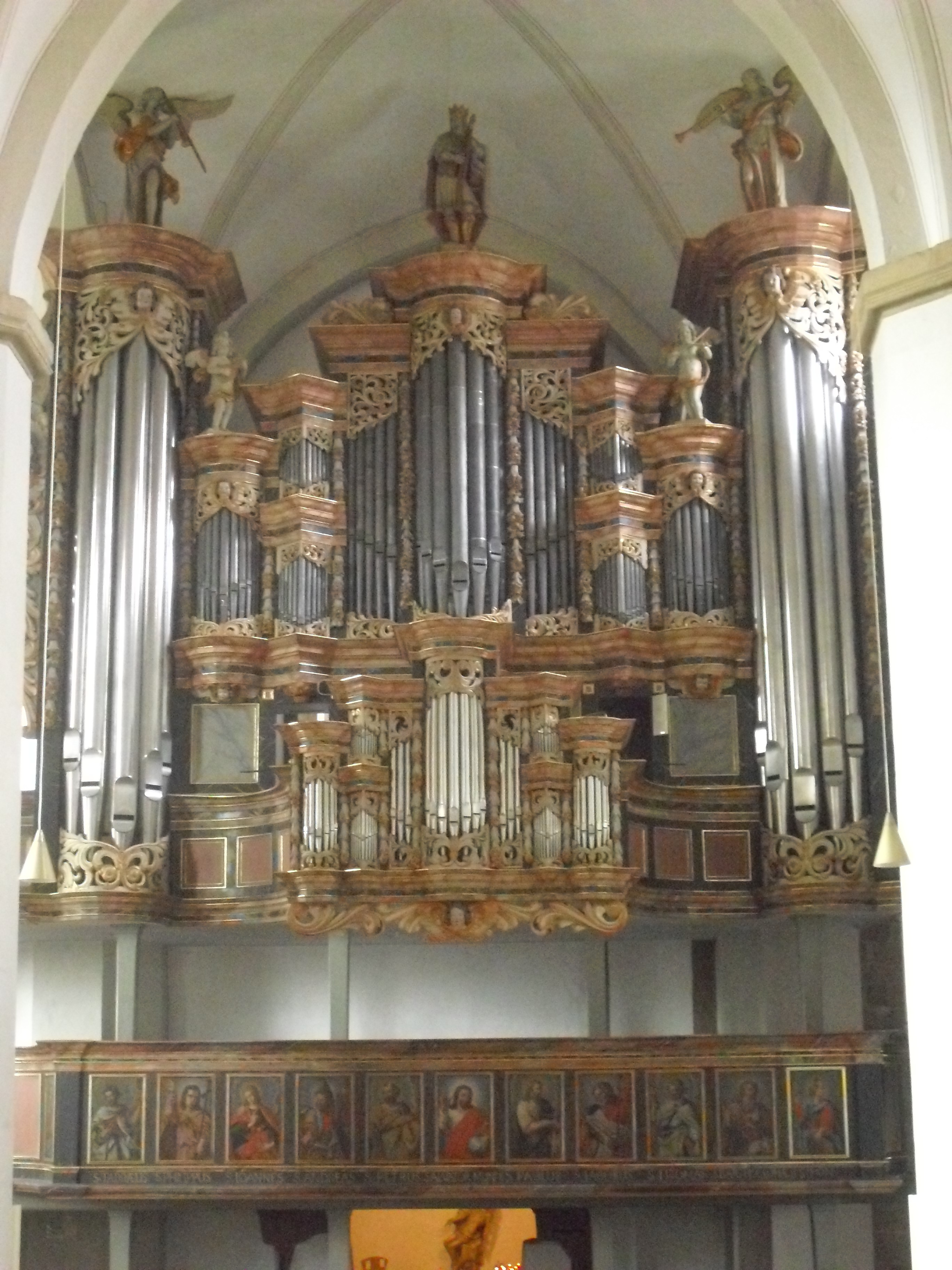
Barok orgelfront in de St. Saturnina-stichtskerk Neuenheerse
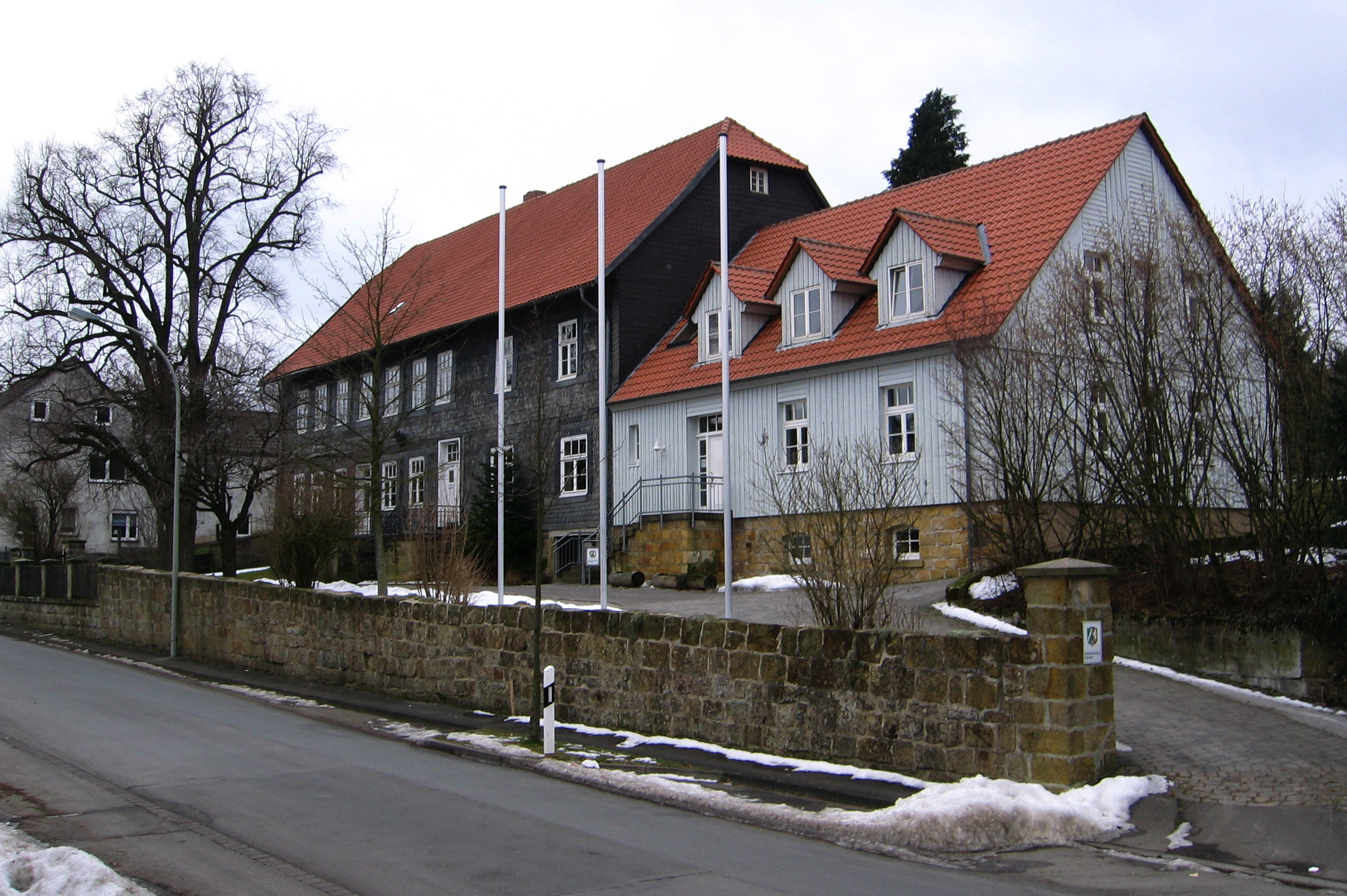
Boswachterij Neuenheerse
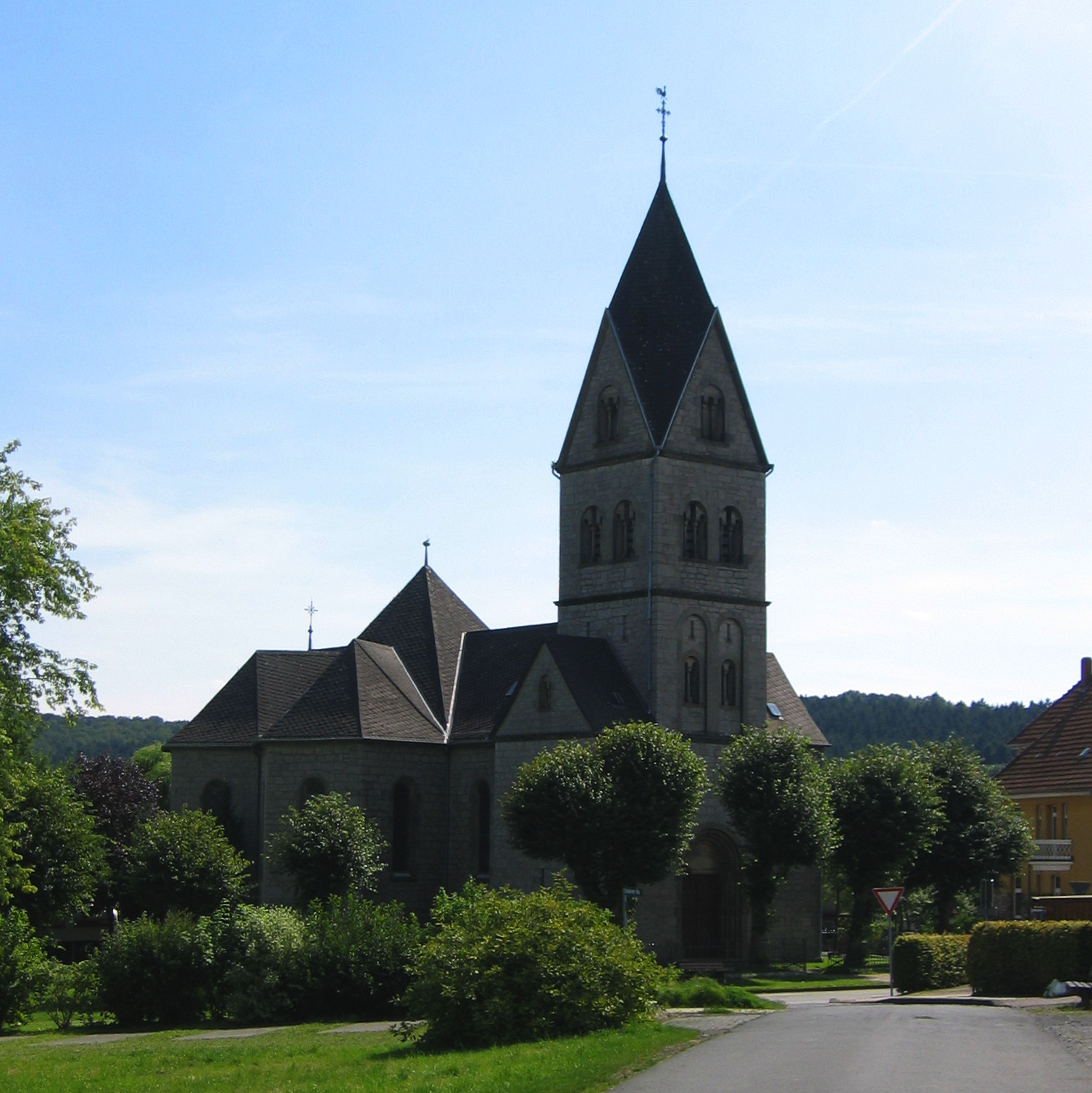
Martinuskerk te Reelsen
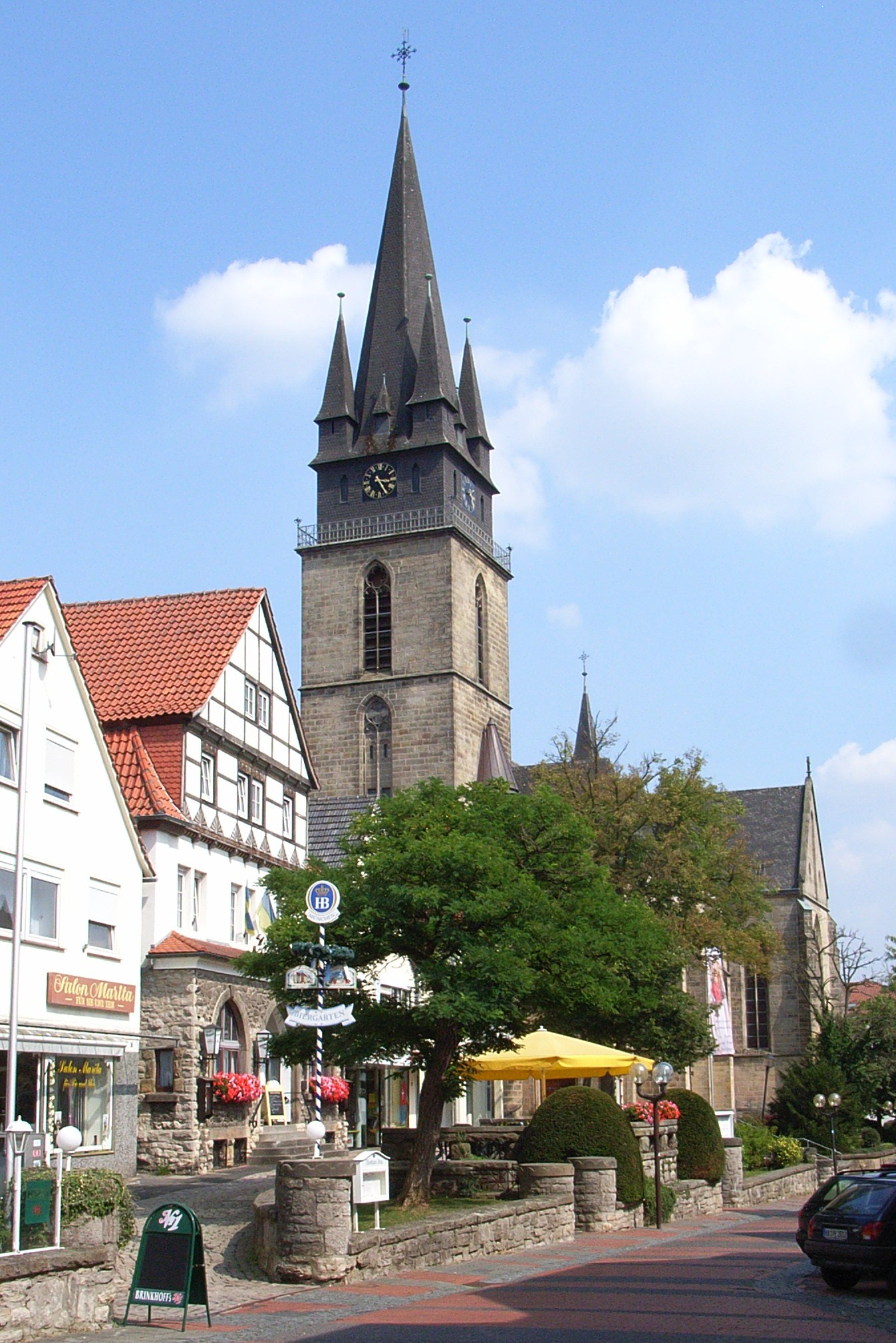
St. Pieter-en-Pauluskerk Bad Driburg
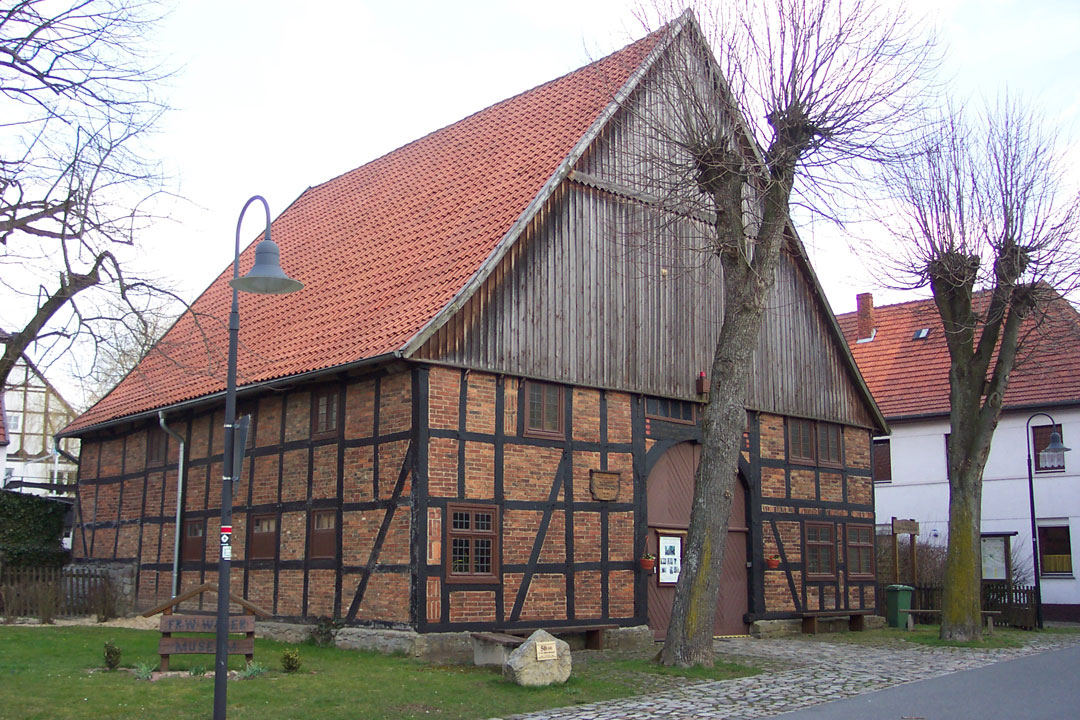
Friedrich-Wilhelm-Weber-museum in Alhausen
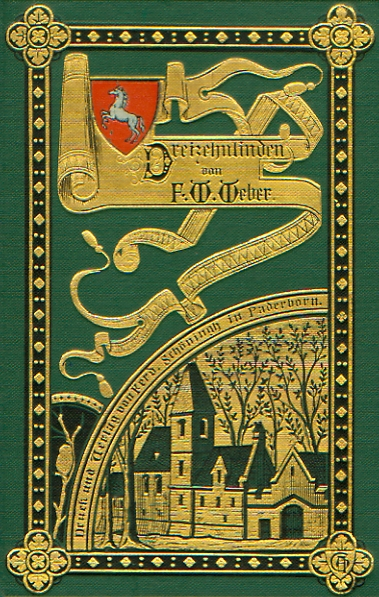
Kaft 1e druk Dreizehnlinden, 1878

Bad Driburg · Beverungen · Borgentreich · Brakel · Höxter · Marienmünster · Nieheim · Steinheim · Warburg · Willebadessen